# Isocapnia hyalita
Isocapnia hyalita är en bäcksländeart som beskrevs av William Edwin Ricker 1959. Isocapnia hyalita ingår i släktet Isocapnia och familjen småbäcksländor. Inga underarter finns listade i Catalogue of Life.